# Tobias Mössner
Tobias Mössner (1790 Vídeň – 28. března 1871 Praha) byl malíř specializovaný na tvorbu divadelních dekorací.

## Život
Do Prahy přišel roku 1834, během 40. let 19. století vytvořil pro Divadlo v Růžové ulici oponu Múza vede žáka k Hradčanům. V letech 1837 až 1869 profesi vykonával ve Stavovském divadle. K příležitosti korunovace Ferdinanda I. Dobrotivého 7. září 1836 připravil pro Stavovské divadlo novou oponu s motivem Vltavy u Karlova mostu. Roku 1838 pro Jeviště královéhradeckých ochotníků namaloval oponu s motivem nazvaným Veduta města Hradec Králové. Toto dílo je uložené v depozitáři muzea v Hradci Králové a patří k nejstarším dochovaným oponám v českých zemích.

## Galerie

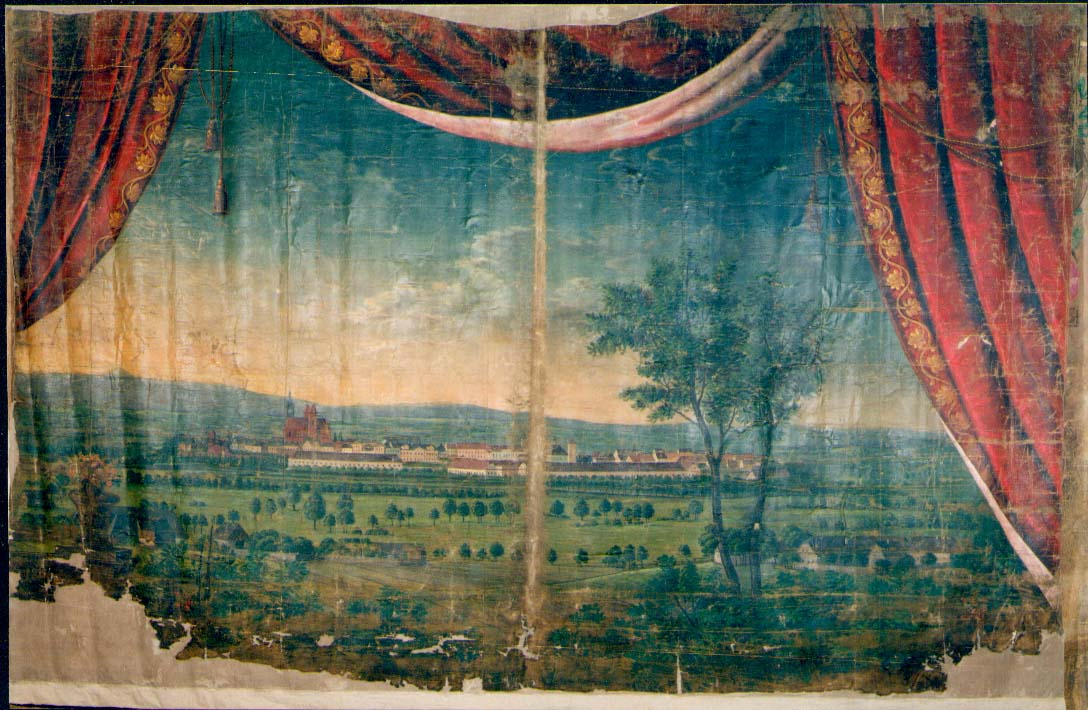
Tobias Mössner – Opona malovaná v roce 1838 pro Jeviště královéhradeckých ochotníků (Veduta města Hradec Králové)
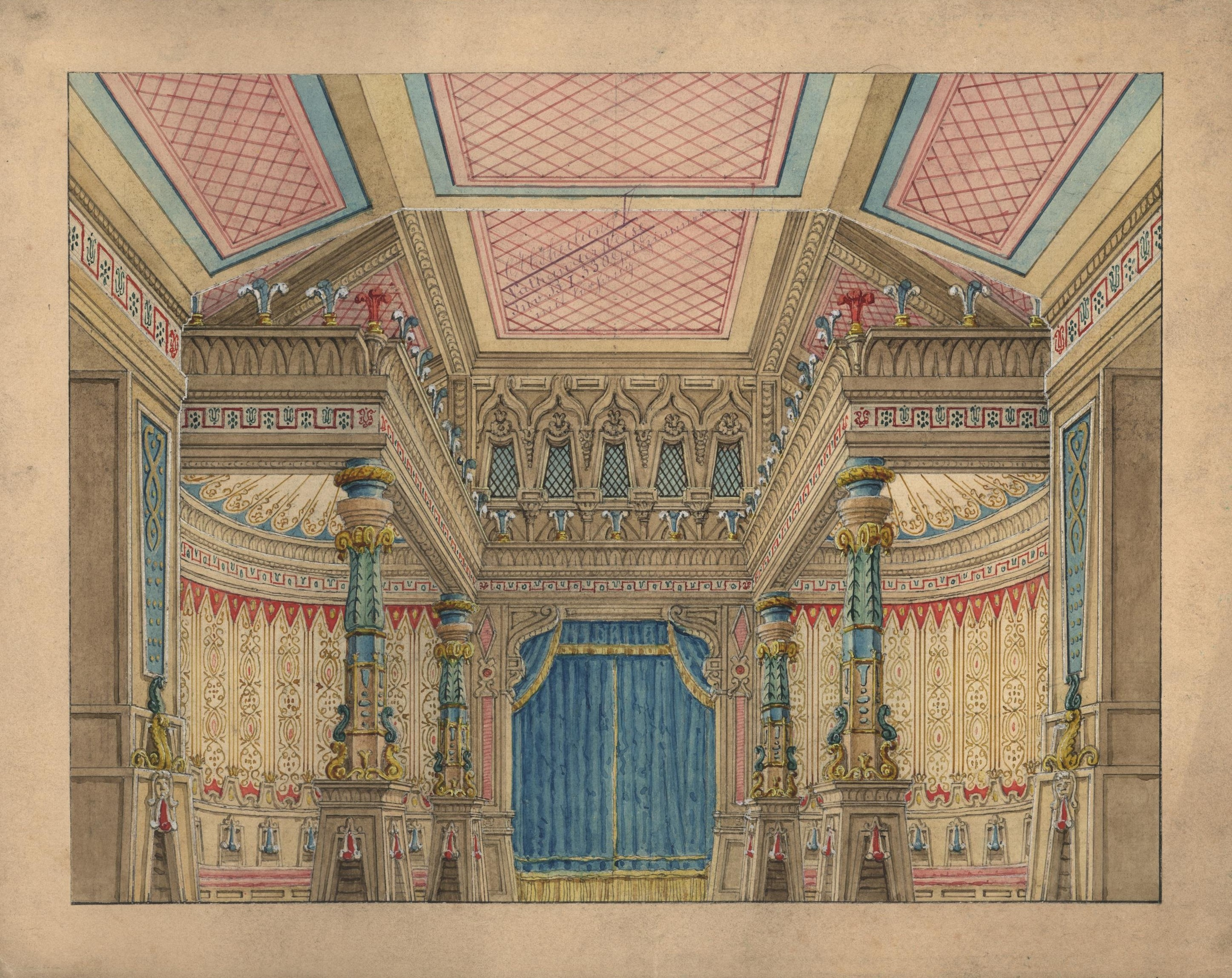
Tobias Mössner – Zlatý pokoj, kolorovaná kresba tuší (pol. 19. stol.)